# Райнолд I фон Дасел
Райнолд I фон Дасел (на немски: Reinold I von Dassel, Reinhold) е основател на графството Дасел (Grafschaft Dassel) в Долна Саксония.
Той е син на Дитрих и Кунхилд.
Сестра му Хелмбург е омъжена за Деди фон Цигенберг. Вероятният му брат Йоханес е канцлер на крал Конрад III.
Райнолд I е подчинен на граф Зигфрид IV фон Бойнебург от Нортхайм и негов под-фогт на манастирите Корвей и Нортхайм. През 1113 г. Райнолд I се нарича на резиденцията си фон Дасел и успява да стане граф. Между 1113 и 1118 г. той прави множество дарения на манастир Корвей.

## Фамилия
Той е женен вероятно за графиня Матилда фон Шауенбург (* ок. 1100), дъщеря на граф Адолф I фон Шауенбург-Холщайн и на Хилдева, и вероятно има децата:
- Лудолф I фон Дасел († сл. 1166), наследник на графството, женен за Мехтхилд фон Шауенбург-Холщайн (* 1126)
- Райналд фон Дасел († 1167), граф, архиепископ на Кьолн (1159 – 1167) и ерцканцлер на Италия
- Гепа фон Дасел, абатиса на манастир Св. Урсула в Кьолн